# Carate Brianza
Carate Brianza är en ort och kommun i provinsen Monza e Brianza i regionen Lombardiet i Italien. Kommunen hade 17 945 invånare (2018).